# María Asunción Aramburuzabala
María Asunción Aramburuzabala Larregui (Ciudad de México, 2 de mayo de 1963) es una empresaria mexicana, considerada la quinta persona más rica de México y la primera mujer, como también la tercera mujer más rica de Hispanoamérica, con una fortuna de $9,000 millones.  En la misma lista ocupa la posición 329 a nivel internacional.

## Biografía
Su abuelo, el español Félix Aramburuzabala fue cofundador de Grupo Modelo, Junto con Pablo Diez, Martin Oyamburu Miguel Oyamburu y Braulio Iriarte; la cervecería más grande de México, productora de Corona, Modelo Especial, Negra Modelo y Victoria, entre otras.
En 1995, tras la muerte de su padre Pablo Aramburuzabala, se convirtió en vicepresidenta de Modelo y Corona (en España, Coronita). En ese momento, la empresa distribuía cervezas en más de 180 países. Durante su mandato aumentó la fortuna familiar, diversificó sus negocios en inversiones de capital privado.
En 2012, tras la venta de Grupo Modelo al grupo belga ABI-InBev, por 17.000 millones de euros, que adquirió el 49% de la empresa cervecera, Mariasun permaneció como accionista y ocupa un lugar en el Consejo de Administración de la empresa.
En 2020, Mariasun prepara la sucesión del control de la empresa en su hijo Pablo Zapata Aramburuzabala, y su traslado a una nueva residencia en Estados Unidos.

## Vida privada
En 2005 contrajo segundas nupcias con el embajador estadounidense Tony Garza. Cinco años después se divorciaron.

## Capital
La familia creó Tresalia Capital un Family Office para manejar sus inversiones. Tresalia significa “Tres Aliadas” y simboliza el fuerte lazo de unión entre las tres mujeres. 
La familia Aramburuzabala empezó a expandir y diversificar sus negocios realizando inversiones directas en importantes empresas mexicanas y extranjeras vía Tresalia Capital, a través de inversiones de capital privado, capital de riesgo e inmobiliarias. Tresalia se distingue por apoyar proyectos de inversión de jóvenes empresarios.    
El alto sentido de responsabilidad social de Tresalia Capital le ha llevado a enfocar su teoría de inversiones en proyectos redituables que son de alta prioridad para el desarrollo económico y social del país, haciéndolo siempre con un alto grado de integridad.
Tresalia ha logrado diversificar sus inversiones, antes concentradas en el negocio de la cerveza, a otras empresas globales de bienes de consumo, infraestructura de tecnología, desarrollo inmobiliario, educación y moda.

## Otros negocios
Mariasun actúa como miembro del Consejo en: Tresalia Capital, Kio Networks, Abilia, Aliat Universidades, Medistik y ABI-InBev. 
En el pasado fue Consejera en Grupo Modelo, El Universal, Televisa, América Móvil, Grupo Financiero Banamex, Banamex, Fresnillo, ICA, Aeroméxico, Médica Sur, Siemens, Tory Burch, Diblo, DiFA, Empaques de Carton United y Empaques San Pablo. 
Fue la primera mujer Consejera en la Bolsa Mexicana de Negocios y participó en el International Advisory Committee del NYSE.
En febrero de 2020 adquirió en Madrid, el edificio situado en la calle de Claudio Coello, 11, antigua sede de la Universidad Villanueva. Consiguió una rebaja de veintisiete a doce millones de euros. Su idea es rehabilitarlo para transformarlo en once viviendas de lujo, vendiendo el metro cuadrado a ocho mil euros.

## Premios
Ha recibido varios premios internacionales:  
- Premio a la Excelencia Empresarial[9]
- Woman of Achievement Award
- Premio Montblanc
- Premio a la Mejor Imagen Empresarial
- Golden Plate Award
- Premio al Mérito Profesional
- Premio a las Trece Líderes Mexicanas
- Mujer del Año
- Corporations that Make the Difference
- Leading Women Entrepreneurs of the World
- Carrera al Universo[10]
- Medalla Félix Fulgencio Palavicini”[11]
- Mexicano Destacado

## Ámbito profesional
Participa o participaba en varios Consejos de Administración entre los que destacan:
- Presidente del Consejo de Administración de Tresalia Capital
- Presidente del Consejo de Administración de Medistik
- Vicepresidente del Consejo de Administración de Grupo Modelo
- Miembro del Comité Ejecutivo de Grupo Modelo
- Miembro del Consejo de Administración de Coty Inc
- Miembro del Consejo de Administración de El Universal
- Vicepresidente del Consejo de Administración de DIFA
- Vicepresidente del Consejo de Administración de Grupo Televisa
- Consejero Propietario de América Móvil
- Consejero Propietario de Empresas ICA
- Consejero Propietario de Banamex - Citigroup
- Consejero Propietario de Aeroméxico
- Presidente del Consejo de Abilia (antes BCBA Impulse Ingeniería Inmobiliaria),
- Presidente del Consejo de KIO
- Presidente del Consejo de Tresalia Educación
- Consejero Propietario de Grupo GA&A
- Consejera del NYSE Advisory Committee
- Miembro del Consejo Consultivo de la Escuela de Negocios del ITAM
- Miembro del Consejo para el Compromiso Social por la Calidad de la Educación de la Secretaría de Educación Pública.
- Miembro del Consejo Asesor para Negociaciones Comerciales Internacionales de la Secretaría de Economía.
- Consejera en el Advisory Committee del Centro de Estudios Latinoamericanos de la Universidad de Harvard.